# Quararibea velutina

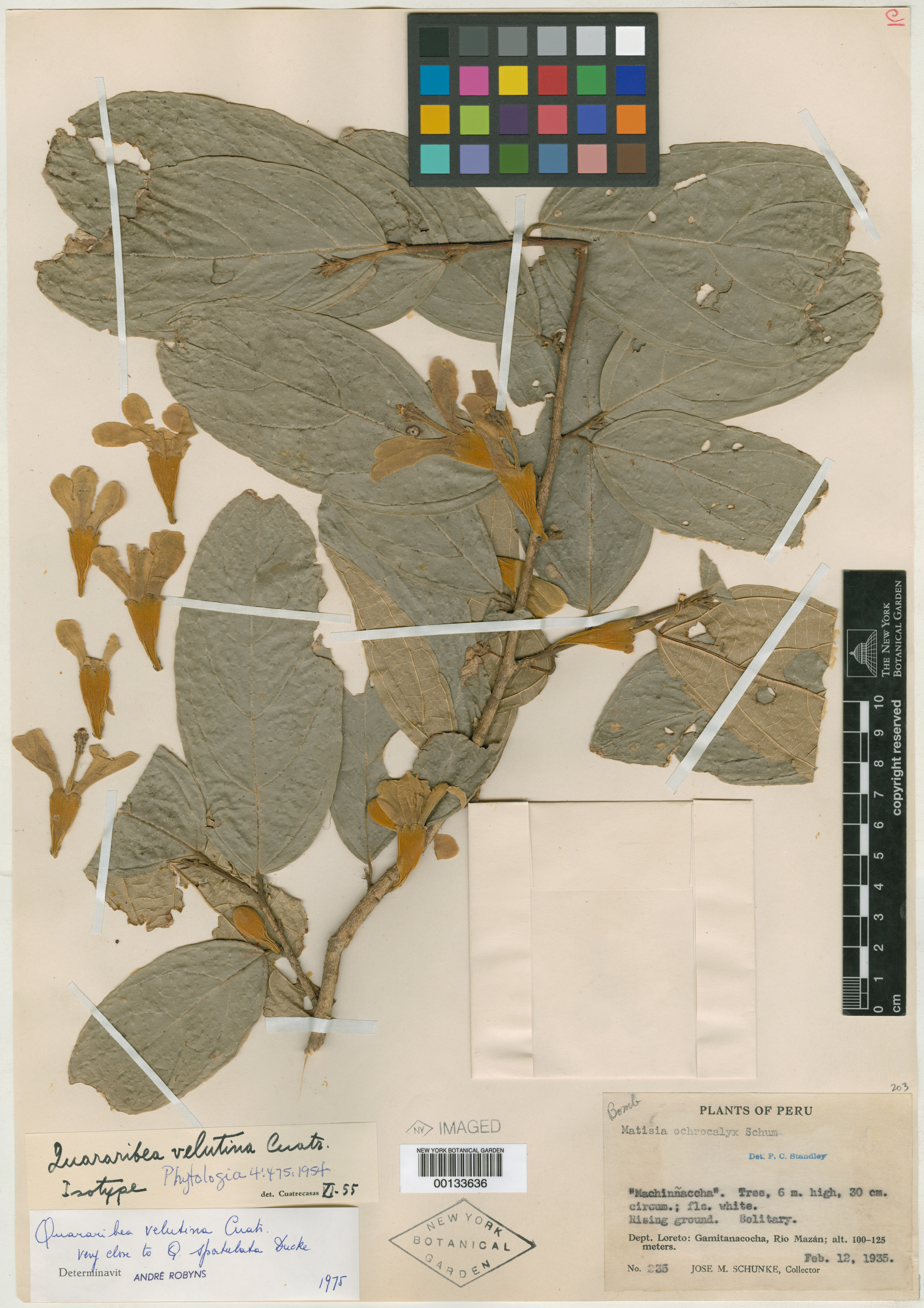
Quararibea velutina

Quararibea velutina är en malvaväxtart som beskrevs av José Cuatrecasas. Quararibea velutina ingår i släktet Quararibea och familjen malvaväxter. Inga underarter finns listade i Catalogue of Life.